# خائف أن تصبح وحيدا
خائف أن تصبح وحيدا (بالإنجليزية: "Scared to be Lonely")‏ هي أغنية دي جي الهولندي مارتن غاركس والمغنية الإنجليزية دوا ليبا. تم إصدارها في 27 يناير 2017. عرضت الأغنية في «مهرجان AVA» سنة 2017 في ميانمار في الأول من يناير احتفالا بالعام الجديد.
تم إصدار الألبوم الأول الخاص بالأغنية على شكل ريميكس في 17 مارس 2017 وضم أعمالا وتعاونات مع بروكس ودوبفيجين وزوندرلينغ وألفاروك وفانكين مات وجولين إيرل.